# Tatouage japonais traditionnel

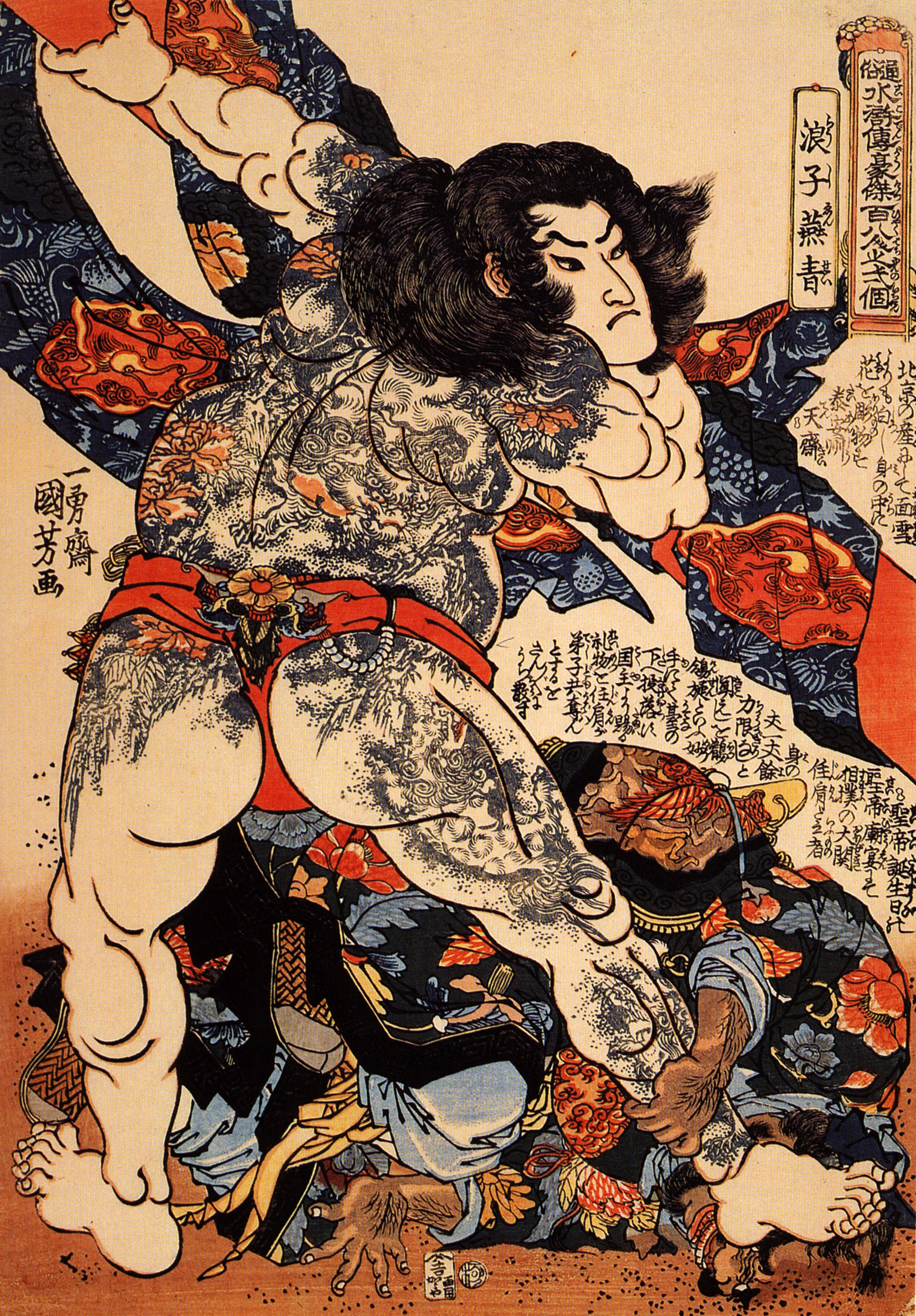
Roshi Ensei, un sumo faisant partie des 108 héros du Suikoden, le corps recouvert d'un irezumi.

Un tatouage japonais traditionnel, ou wabori est une forme particulière de tatouage  , qui couvre de larges parties du corps, voire son intégralité. Il peut s'étendre du cou jusqu'au bas des fesses, sur la poitrine et sur une partie des avant-bras. On utilisera plutôt le terme horimono pour désigner l'ensemble des styles. À l'heure actuelle, le wabori, dont  la frontière avec les tatouages occidentaux ou le tatouage en général s'estompe, est considéré par une majorité de Japonais de manière négative, comme étant une marque d'appartenance aux yakuzas, ou un symbole machiste des classes sociales les plus basses.

## Différentes dénominations
Le mot « wabori » (和彫り, litt. « sculpture de l'Orient ») s'oppose aux tatouages occidentaux« yobori » (洋彫り, litt. sculpture de l'Occident) et appartiennent tous deux à la famille des tatouages ( Irezumi (入れ墨, 刺青 ou タトゥー) qui inclut en outre d'autres formes de tatouages (médicaux, marquages sanctions, etc.).
Toutefois, en Occident, le mot Irezumi est régulièrement compris comme exclusif aux seuls tatouages traditionnels japonais
Le mot générique de tatouage peut s'écrire de diverses manières qui ont toutes une connotation légèrement différente. Irezumi s'écrit le plus souvent avec les caractères chinois 入れ墨 ou 入墨, littéralement « insertion d'encre ». Les caractères 紋身 (qui se prononcent aussi bunshin) suggèrent « décorer le corps ». 剳青 a une signification plus ésotérique, s'écrivant avec les caractères qui signifient « rester » ou « perdurer » et « bleu » ou « vert », et font probablement référence à la principale nuance d'encre sous la peau. 黥, signifiant tatouer, est rarement utilisé et les caractères 刺青 combinent les sens de « percer », « blesser » ou « piquer » et « bleu » ou « vert » se rapportant à la méthode traditionnelle japonaise de tatouage à la main.

## Histoire des tatouages japonais

### Tatouages aïnous
Les archéologues auraient retrouvé des figurines en terre cuite dont le corps est orné de motifs peints ou gravés, datant de 5000 av. J.-C. Ces figurines étaient placées dans les tombeaux en guise de protection religieuse ou/et magique,.
Les premiers témoignages humains sur l'utilisation du tatouage au Japon datent du IIIe et du IVe siècle, et proviennent d'observateurs chinois. En effet, ce sont les Chinois les premiers à parler de la pratique du tatouage dans la terre du Soleil levant. Au IIIe siècle, l'histoire du royaume des Wei mentionne le visage et le corps tatoués de certains Japonais, mais les textes japonais ne citent la pratique qu'au VIIe siècle.
Il semblerait que le peuple aïnou, les premiers habitants du Japon, utilisaient le tatouage dans un but décoratif et social, durant la période Jōmon (de 10000 à 300 av. J.-C.). Les hommes comme les femmes étaient tatoués :
- les hommes étaient tatoués pour désigner leur appartenance à un clan ou un métier particulier (notamment les marins), et le tatouage était alors censé protéger des esprits[8] ;
- les femmes étaient marquées par un tatouage recouvrant les bords de la bouche et remontant légèrement sur les joues chez les femmes mariées[2]. Cette dernière tradition a perduré jusqu'à très récemment, malgré son interdiction dès 1871[9].

Ces tatouages étaient mal vus par les chroniqueurs chinois, car l'acte de tatouer était considéré comme barbare dans leur culture. Il n'y a pas de lien connu entre ces tatouages aïnous et le développement des irezumi.
Le bouddhisme se répandit peu à peu au Japon, et avec lui, la pensée chinoise. Au début de l'ère Kofun (300-600 apr. J.-C.), les motifs des tatouages commencèrent à avoir des connotations négatives. Au lieu d'être utilisés pour des rituels ou comme représentatifs d'un statut, on a commencé à tatouer les criminels en guise de punition (cas similaire à celui de la Rome antique, où on punissait les esclaves qui voulaient se rebeller en leur tatouant des phrases telles que : « Je suis un esclave qui a essayé d'échapper à son maître. » Cette punition remplace l'amputation du nez et des oreilles en vigueur auparavant. Le criminel était marqué d'un cercle autour du bras pour chaque infraction, ou d'un caractère sur son front.

### Tatouage des mains sur l'archipel Nansei
Au sud du Japon, des îles Amami à l'archipel Ryūkyū (archipel Nansei), les femmes se faisaient tatouer des motifs sur les mains, appelés hajichi. Les tatouages allaient parfois jusqu'aux coudes. Les premières références du hajichi remontent au XVIe siècle, même si la pratique est probablement beaucoup plus ancienne. Il semble qu'elle était associée à des rites de passage : des tatouages sur les mains indiquaient que la femme était mariée. Et lorsque le tatouage était entièrement achevé, on célébrait l'événement.

### La condamnation du tatouage à l'ère Edo

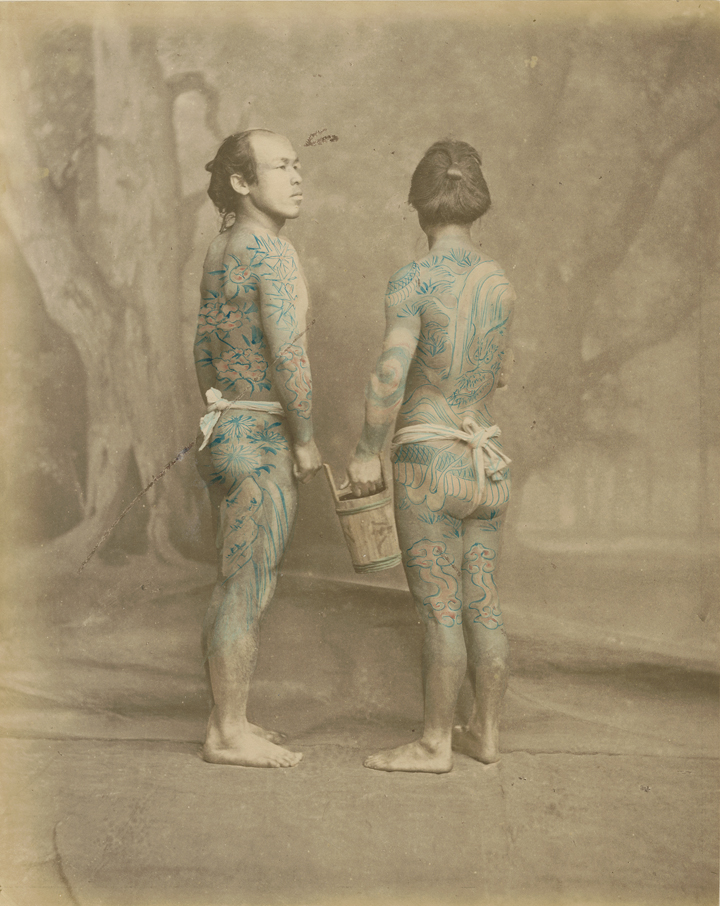
Japonais tatoués, cliché pris par Felice Beato (1870).

Au VIIIe siècle, le Kojiki introduit un début de codification du tatouage. Il distingue en effet le tatouage « prestigieux », réservé aux héros et aux grands, du tatouage « crapuleux » réservé, lui, aux bandits et aux criminels mais c'est durant la période Edo (1600-1868) que le vrai changement commence.
Ce changement d'image correspond à l'afflux de population dans les grandes villes comme Edo et Osaka, ce qui entraine l'augmentation de la délinquance. La police généralisa le tatouage comme punition, afin de dissuader les criminels potentiels. Mais en parallèle, d'autres utilisations apparaissent dans la population — des motifs se complétant lorsque les mains de deux amants se joignaient par exemple. C'est pendant l'ère Edo que le tatouage décoratif japonais commence à évoluer, pour devenir l'art très développé que l'on connait aujourd'hui.
L'essor le plus important de cet art eut lieu avec la naissance de la technique de l'impression au bloc de bois, et la publication du roman chinois populaire Suikoden. Ce livre est un conte sur le courage rebelle et la bravoure virile abondamment illustré d'impressions sur blocs de bois montrant des hommes dans des scènes héroïques, leurs corps décorés avec des dragons et autres bêtes mythiques, des fleurs, des tigres féroces, des images religieuses. Le roman remporta un succès immédiat et la demande pour le type de tatouages vus dans ses illustrations fut simultanée.
Les artistes utilisant des blocs de bois commencèrent à réaliser des tatouages. Ils utilisaient, en grande majorité, les mêmes outils pour imprimer les motifs dans la chair humaine que ceux qu'ils utilisaient pour créer leurs impressions sur leurs blocs, incluant des ciseaux, des gouges et, le plus important, une encre unique connue sous le nom d'« encre Nara » ou « noir Nara », la fameuse encre qui devient bleu-vert sous la peau.
Il existe un débat académique à propos de qui portait ces tatouages élaborés. Certains universitaires affirment que c'étaient les classes populaires qui portaient, et exhibaient, de tels attributs. D'autres prétendent que les riches marchands, empêchés par la loi de faire étalage de leur richesse, portaient des irezumi coûteux sous leurs vêtements. On est aujourd'hui certain que le wabori a été très populaire dans certains corps de métiers :
- les prostituées (yujo) des quartiers du plaisir, ont utilisé les tatouages pour augmenter leur attrait pour les clients ;
- les pompiers étaient parfois tatoués. Le tatouage était alors considéré comme un moyen de protection spirituelle, face à un métier dangereux[8] (et sans aucun doute, pour leur beauté également) ;
- les coursiers (hikyaku) et les ouvriers en construction, spécialisés dans le travail en hauteur (tobi), travaillaient souvent vêtus d’un simple fundoshi (pagne). Pour ne pas se sentir gênés, ils recouvraient leurs corps de tatouages[12] ;
- les kyōkaku, sortes de « chevaliers de rue », ancêtres des yakuzas. Ces héros hors-la-loi protégeaient les faibles et les innocents contre les élites puissantes et corrompues[12].

### Une réhabilitation progressive dans le Japon moderne
Au début de l'ère Meiji, le gouvernement japonais, voulant protéger son image et faire bonne impression sur l'Occident, déclara les tatouages hors-la-loi et le wabori prit des connotations de criminalité. Néanmoins, des étrangers fascinés vinrent au Japon pour apprendre les techniques des artistes tatoueurs et la tradition du tatouage continua en secret.
Le tatouage a été légalisé en 1945 par les forces d'occupation mais a conservé son image en rapport avec la criminalité. Pendant plusieurs années, les tatouages traditionnels japonais ont été associés aux yakuzas, la fameuse mafia japonaise, et beaucoup d'entreprises au Japon (comme les bains publics, les clubs de fitness ainsi que les sources chaudes) refusaient encore les clients portant des tatouages.
Le tatouage et les autres formes de décoration et de changement du corps, comme dans de nombreux pays du monde occidental, gagnent en popularité au Japon. Pourtant, les jeunes Japonais qui décident de se faire tatouer choisissent le plus souvent des motifs « à point unique » — de petits motifs qui peuvent être finis en une séance — habituellement dans des styles américains ou tribaux. Plus récemment, pourtant, les tatouages utilisant l'écriture sanskrit siddham sont de plus en plus à la mode.

### Nouvelles restrictions en 2005
En 2005, parait un avis du directeur général du Bureau des affaires médicales du ministère de la Santé, du Travail et de la Protection sociale du Japon stipulant que « tout acte qui cause ou est susceptible de causer des dommages au corps humain s'il n'est pas effectué avec le jugement médical et la compétence d'un médecin » est un acte médical , et qu'« effectuer un tel acte avec l'intention de le répéter de manière répétée » est une « pratique médicale ». Cette interprétation administrative a conduit à la décision selon laquelle le tatouage sans licence médicale viole la loi sur les médecins (ja)  . En 2015, un tatoueur vivant à Suita , dans la préfecture d'Osaka , a été accusé d'être l'auteur d'un exercice illégal de la médecine au motif que l'acte de tatouage constituait une procédure médicale. Cependant, en 2020, il est défendu par Michiko Kameishi, et son procès remonte jusqu'à la Cour suprême qui l'acquitte, jugeant que l'acte ne constituait pas un « acte relatif aux soins médicaux et à l'orientation sanitaire » tel que défini à l'article 1 de ladite loi.
De plus, les arrêtés préfectoraux et locaux interdisent souvent les tatouages aux jeunes. Dans de nombreux cas, ces réglementations sont intégrées dans les ordonnances relatives à la protection de la jeunesse au développement sain des jeunes , dont la première a été promulguée dans la préfecture d’Ehime en 1967 (article 11). En 2024, 39 préfectures sont dans ce cas, les exceptions étant celles d'Aomori, Akita, Chiba, Tokyo, Niigata, Nagano, Osaka et Nagasaki. De plus, en 1997, la ville de Matsuzaki dans la préfecture de Shizuoka a émis un règlement sur les plages qui comprenait une clause stipulant qu'« il est interdit d'intimider les autres visiteurs avec des tatouages ou d'autres moyens similaires ». En 2011, l'ordonnance pour la protection et le développement de la plage de Suma à Kobe, préfecture de Hyogo, a été révisée pour interdire « de provoquer de l'anxiété, de la peur ou de la confusion chez autrui par des tatouages ou un comportement violent, ou d'empêcher d'autres personnes d'utiliser la plage »[réf. à confirmer].

## La réalisation
Le tatouage traditionnel est toujours réalisé par des tatoueurs professionnels, mais est douloureux, prend du temps, et est onéreux. Un tatouage typique et traditionnel recouvrant tout le corps (les bras, le dos, le haut des jambes et la poitrine mais laissant un espace non tatoué sous le centre du corps) peut prendre un à cinq ans, à raison d'une visite hebdomadaire, et peut coûter jusqu'à 30 000 dollars.

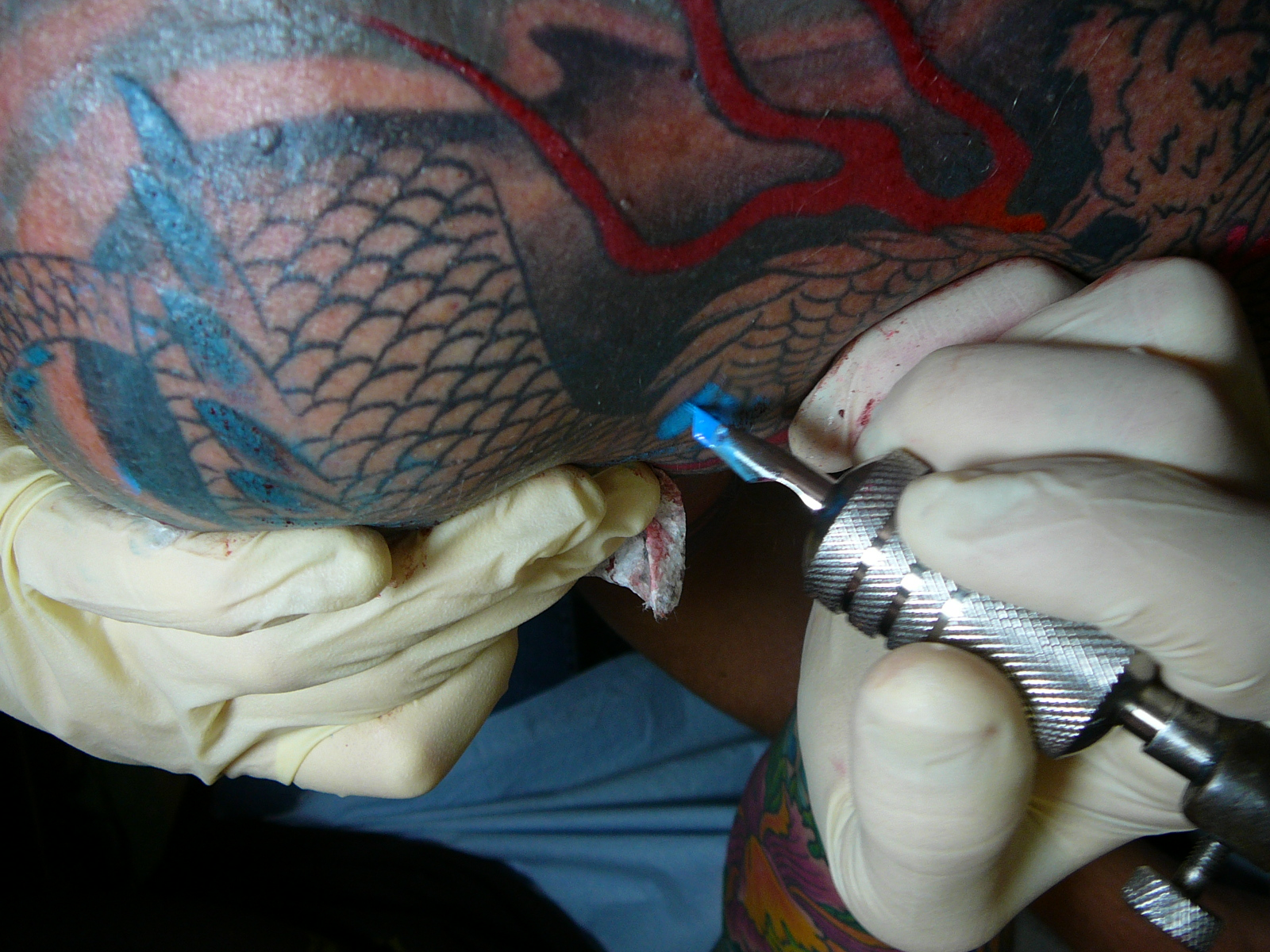
Rajout de couleur sur un irezumi.

Malgré certains changements dans le procédé, dont la stérilisation des outils, ou l'utilisation d'une machine à tatouer électrique pour compléter certaines des lignes de leurs tatouages, les rituels de base, les méthodes et les dessins traditionnels ont été conservés à travers les siècles, même si des tatoueurs acceptent parfois des novations pour des raisons commerciales. C'est un milieu relativement fermé, préservant la tradition et de le tatouage japonais comme forme d'art, au même titre que l'ikebana (arrangement floral) ou le rituel du chanoyu (cérémonie du thé) mais certains tatoueurs n'hésitent pas dans le même temps à recourir à la publicité sur internet, surtout quand elle s'adresse à des étrangers. Pour pouvoir accéder à un tatouage irezumi, il faut passer par plusieurs étapes.

### L'artisan tatoueur
La personne qui veut se faire tatouer doit d'abord trouver un artiste tatoueur traditionnel. Cette recherche peut s'avérer être une tâche décourageante (bien qu'elle ait été rendue plus simple avec l'avènement du web). Ces artistes sont souvent étonnamment secrets et, fréquemment, les présentations se font uniquement par le bouche à oreille.
Un artiste tatoueur traditionnel se forme pendant plusieurs années auprès d'un maître. Il (car ce sont presque exclusivement des hommes) vivra parfois dans la maison de son maître. Il peut passer des années à nettoyer le studio, observer, pratiquer sur sa propre chair, fabriquant les aiguilles et autres instruments requis, mélangeant les encres et copiant méticuleusement les motifs faisant partie du portfolio de son maître, avant qu'il ne soit autorisé à tatouer les clients. Il doit maitriser toutes les techniques complexes requises pour répondre aux demandes de sa future clientèle. Dans la plupart des cas, son maître lui donnera un nom de tatoueur, comprenant le plus souvent le mot « hori » (graver) et une syllabe dérivant du propre nom du maître ou un autre mot significatif. Dans quelques cas, l'apprenti prendra le nom du maître.

## Définition du motif et des contours
Après une première consultation durant laquelle le client dira au tatoueur le motif qu'il souhaite (une fois encore, les clients sont principalement des hommes, bien que les femmes portent aussi des irezumi, elles sont très souvent les femmes ou petites amies des artistes tatoueurs), le travail débute par le tatouage des contours. Habituellement, cela se fera sur une séance, souvent à main levée (sans recourir à un pochoir), ce qui peut demander plusieurs heures de travail avant d'être finalisé. Quand le contour est terminé, l'ombrage et la coloration sont réalisés au cours de séances hebdomadaires, dès que le client a de l'argent à y consacrer. Quand le tatouage est fini, l'artiste « signera » son œuvre.
Les tatoués gardent fréquemment leurs marques secrètes, les tatouages étant encore considérés comme un signe de criminalité au Japon, particulièrement par les seniors, et sur le lieu de travail. Ironiquement, beaucoup de yakuzas et de criminels eux-mêmes évitent de se faire tatouer pour cette raison.

## Glossaire des termes japonais

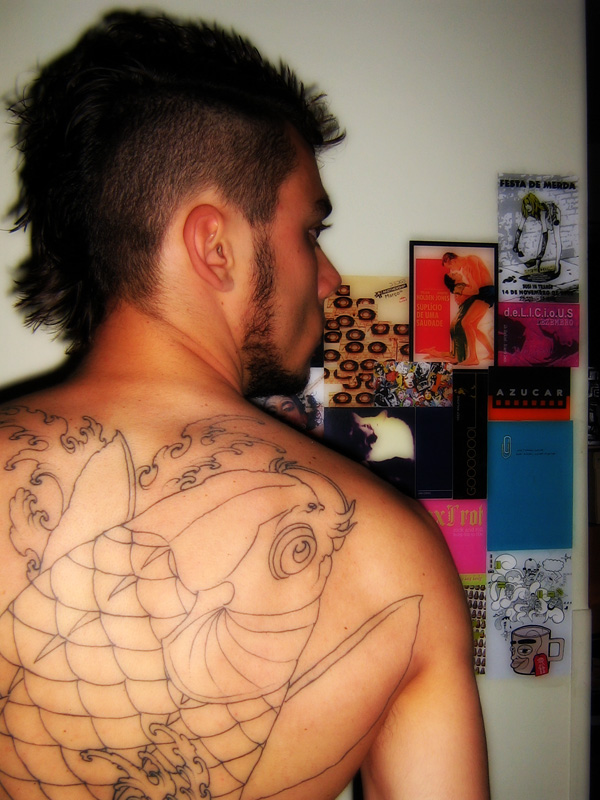
Un Japonais avec un sujibori de carpe koï.

- Bokukei, bokkei (墨刑?) : punition par tatouage.
- Hikae : tatouage englobant la poitrine.
- Gobu (五分?) : tatouage couvrant 5/10e du bras/jambe (jusqu'au dessus du coude/genou).
- Shichibu (七分?) : tatouage couvrant 7/10e du bras/jambe (jusqu'à l'avant-bras).
- Nagasode (長袖?) : tatouage couvrant tout bras/jambe (jusqu'au poignet/cheville).
- Hanebori (羽彫り?, littéralement : couper avec une plume) : une technique de tatouage à la main employant un mouvement de plume.

- Horimono (彫り物, 彫物?, littéralement : graver, couper) : tatouage. C'est un autre mot pour les tatouages corporels décoratifs .
- Horishi (彫り師, 彫物師?) : un artiste tatoueur.
- Irebokuro (入れ黒子?) : de ire ou ireru qui signifie «insérer» et bokuro ou hokuro, «grain de beauté».
- Irezumi (入れ墨, 入墨, 文身?), prononcé aussi bunshin (剳青, 黥 ou 刺青?) : tatouage/tatouer.
- Kakushibori (隠し彫り?, littéralement : coupure cachée) : tatouer près des aisselles, l'intérieur des cuisses et autres parties «cachées» du corps. Fait aussi référence au tatouage de mots cachés, par exemple parmi les pétales de fleurs.
- Kebori (毛彫り?) : le tatouage de fines lignes ou de poils sur les visages tatoués.
- Shakki : le son que les aiguilles font lorsqu'elles piquent la peau.
- Sujibori (筋彫り?) : tracer le contour, contour du tatouage.
- Sumi (墨?) : l'encre utilisée pour tatouer, traditionnellement préparée par l'apprenti.
- Tebori (手彫り?, littéralement : couper à la main) : décrit les techniques de tatouages à la main.
- Tsuki-bori (突き彫り?) : une technique de tatouage à la main avec un mouvement rapide.
- Yobori : «yo» (européen) tatouage. Le terme japano-anglais venant de l'argot pour la technique de tatouage fait à la machine.

## Symbolisme
Des images sont présentes de manière récurrente dans les tatouages traditionnels japonais, et ont une signification particulière. Souvent, elles présentent des qualités ou des défauts, soit innés, soit souhaités. On peut faire un parallèle avec l'iconographie occidentale, où l'aigle, une figure de tatouage populaire, symbolise la bravoure ou la noblesse, ou encore le cœur, symbole de fidélité et d'honnêteté. Au Japon, les irezumi se contentent de représentations de faune ou de flore, de motifs religieux, de héros et de figures folkloriques. Il existe un lien entre le tatouage traditionnel japonais et l'art de la gravure sur bois japonaise à travers l'adoption fréquente de sujets et de composition issus de la série de gravures sur bois Au bord de l'eau, un roman fleuve chinois datant de la dynastie Ming, notamment chez les Yakuzas.
- Flore[20] :

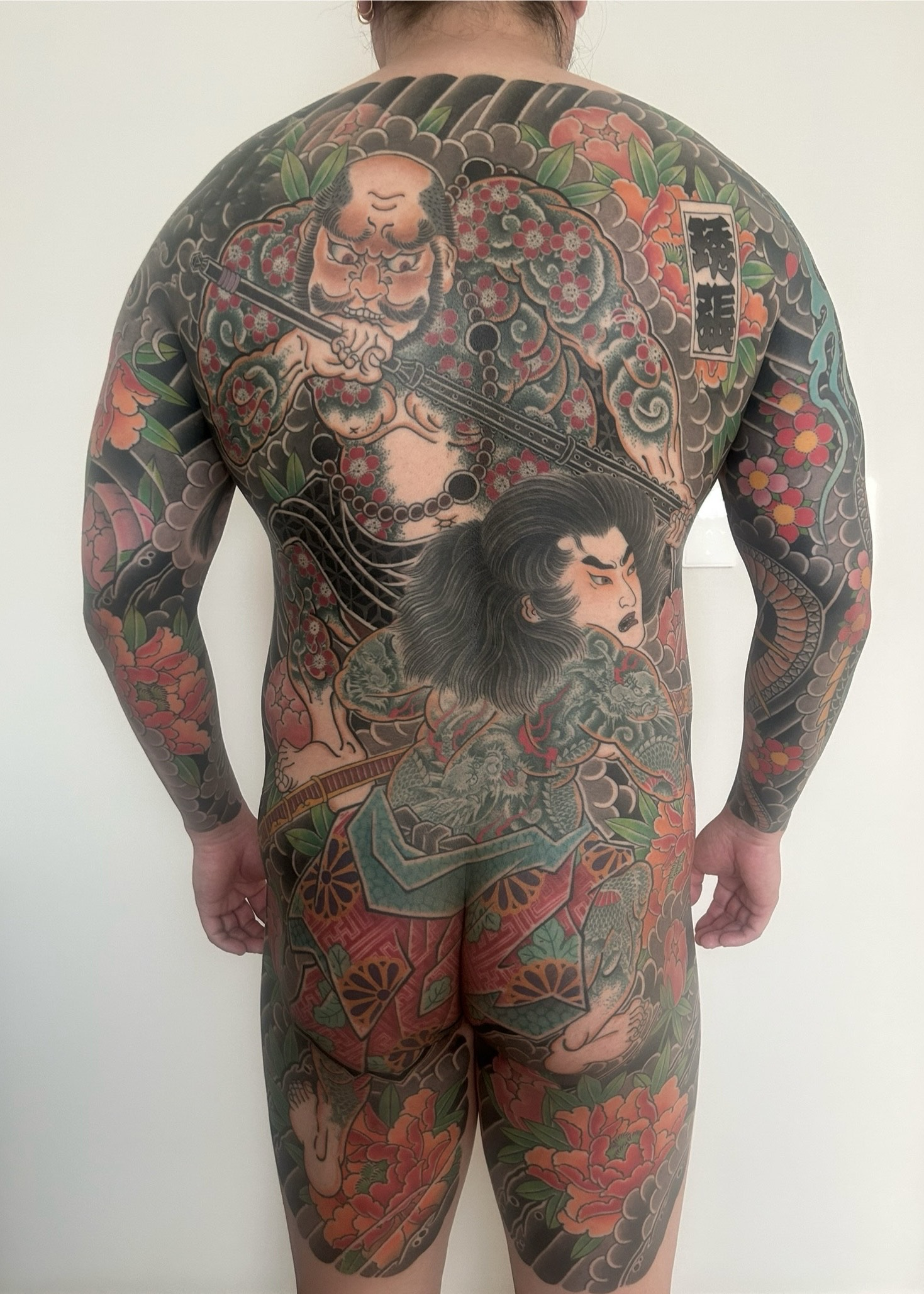
Motif Suikoden

  - la pivoine : symbolise la richesse et la bonne fortune ;
  - le chrysanthème : fermeté et détermination ;
  - la fleur de cerisier : symbolise le caractère éphémère de la vie ;
  - le lotus.
- Dessins animaliers[20] :
  - le komainu (semblable au lion chinois) : symbolise la protection ;
  - le tigre : un des héros du Suikoden a un tigre tatoué sur son dos ;
  - la carpe (en général, une en train de nager en amont, et une en aval) : le courage ;
  - le serpent.
- Bêtes mythologiques[22] :
  - dragons ;
  - qilin ;
  - baku ;
  - hō-ō (鳳凰?, phoenix)
- Religion et littérature :
  - personnages du folklore et de la littérature traditionnels tel que Suikoden[21] ;
  - images inspirées par les estampes de l'ukiyo-e : geisha, samouraï ;
  - Bouddhas et déités bouddhistes telles que Fudō Myō-ō et Kannon ;
  - shinto kami (déité) telle que le tengu.
- Arrière-plan : nuages, vagues, symbolique du vent.